# Eriogonum capillare
Eriogonum capillare är en slideväxtart som beskrevs av John Kunkel Small. Eriogonum capillare ingår i släktet Eriogonum och familjen slideväxter. Inga underarter finns listade i Catalogue of Life.